# 马克·黑格
马克·黑格（英語：Mark Hager，1964年4月28日—），澳大利亚男子曲棍球运动员。他曾代表澳大利亚国家队参加1988年和1996年夏季奥林匹克运动会曲棍球比赛，其中1996年奥运会获得一枚铜牌。